# Wielbutowo (rejon oszmiański)
Wielbutowo (biał. Вельбутова; ros. Вельбутово) – wieś na Białorusi, w obwodzie grodzieńskim, w rejonie oszmiańskim, w sielsowiecie Krejwiańce.

## Historia
W czasach zaborów wieś w gminie Graużyszki, w powiecie oszmiańskim, w guberni wileńskiej Imperium Rosyjskiego, należąca do rodziny szlacheckiej Piaseckich. W 1866 roku w 3 domach zamieszkiwało 37 osób. W 1905 roku wymieniono dwie wsie i zaścianek. Jedna wieś liczyła 67 mieszkańców, druga – 37 a zaścianek – 64 mieszkańców. Zaścianek należał do Dokrunów.
W latach 1921–1945 wieś i okolica leżały w Polsce, w województwie wileńskim, w powiecie oszmiańskim, w gminie Graużyszki.
W 1931 w 35 domach zamieszkiwały 222 osoby.
Wierni należeli do parafii rzymskokatolickiej w Murowanej Oszmianie. Miejscowość podlegała pod Sąd Grodzki w Holszanach i Okręgowy w Wilnie; właściwy urząd pocztowy mieścił się w Graużyszkach.